# 宋暎
宋暎（1686年—1754年），原名志尹， 又作宋映，字麗東，號雪齋，江南蘇州府長洲縣人，清朝政治人物。

## 生平
宋暎來自蘇州長洲宋氏家族。曾祖宋學朱，本生祖父宋宓，嗣祖父宋德宏，父宋定業。宋暎為宋定業第四子，母馮氏。
宋暎為長洲歲貢生，捐例選副使，乾隆十年（1745年）以陝西軍營運糧議敘補刑部安徽司郎中，十四年（1749年）任山東沂州府知府，十六年（1751年）受傳抄偽託孫嘉淦奏稿案牽連，降職以同知用，十八年（1753年）任山西蒲州府同知，十九年（1754年）夏卒於官。

## 家庭
夫人為莊廷偉次女。有二子：宋奕綬及宋允猷（早殤）。還有四女：長女嫁陳世侃子陳述祖；次女嫁嘉興范夫周；三女嫁松江吳某；四女嫁夏昌。